# Grzegorz Kulka
Grzegorz Tomasz Kulka (ur. 4 kwietnia 1996 w Warszawie) – polski koszykarz występujący na pozycjach silnego skrzydłowego lub środkowego, obecnie zawodnik Górnika Wałbrzych. 

## Życiorys
Jest wychowankiem Polonii Warszawa, w barwach której występował w rozgrywkach juniorskich. W 2012 roku przeniósł się do Trefla Sopot. W Sopocie początkowo występował w drużynie rezerw Trefla (grającej wówczas w rozgrywkach II ligi). W sezonie 2012/2013 zadebiutował w niej ligowych rozgrywkach seniorskich na poziomie centralnym, biorąc udział w 13 spotkaniach II ligi, w których zdobywał średnio po 7,3 punktu i 3,3 zbiórki na mecz. W drugim zespole Trefla grał w II lidze także w dwóch kolejnych sezonach – w sezonie 2013/2014 wystąpił w 21 spotkaniach ligowych, w których zdobywał średnio po 11,2 punktu i 7,9 zbiórki na mecz, a w kolejnych rozgrywkach (2014/2015) wziął udział w 11 spotkaniach, w których zdobywał przeciętnie po 10,7 punktu i 6,8 zbiórki na mecz. Przed sezonem 2014/2015 dołączył także do pierwszej drużyny Trefla, debiutując tym samym w Polskiej Lidze Koszykówki. W pierwszym w karierze sezonie na najwyższym szczeblu rozgrywkowym wystąpił w 17 meczach ligowych, w których zdobywał średnio po 2,1 punktu i 1,5 zbiórki w spotkaniu.
21 lipca 2017 został zawodnikiem BM Slam Stali Ostrów Wielkopolski. 7 marca 2018 powrócił do Trefla z wypożyczenia w Ostrowie.
Kulka był reprezentantem Polski do lat 16 i 18. Z pierwszą z tych kadr w 2012 wystąpił na mistrzostwach Europy dywizji A do lat 16, gdzie w 9 meczach zdobywał średnio po 9,1 punktu, a z drugą z reprezentacji dwukrotnie wystąpił w mistrzostwach Europy do lat 18 – w 2013 roku w rywalizacji dywizji B, gdzie osiągał przeciętnie po 6,6 punktu w 8 spotkaniach oraz rok później w dywizji A, gdzie zdobywał po 11,7 punktu na mecz w 9 rozegranych spotkaniach.
21 czerwca 2019 opuścił klub z Sopotu.
Przed rozpoczęciem sezonu 2019/2020 Grzegorz dołączył do pierwszoligowego zespołu Górnika Wałbrzych. 1 czerwca 2020 został zawodnikiem Legii Warszawa.

## Osiągnięcia
Stan na 18 lutego 2024, na podstawie, o ile nie zaznaczono inaczej.

### Drużynowe
Seniorskie
- Wicemistrz Polski (2022)[13]
- Zdobywca Pucharu Polski (2024)[14]

Młodzieżowe
- Mistrz polski juniorów:
  - 2014
  - starszych (2015)
- Brązowy medalista mistrzostw Polski juniorów starszych (2014)

### Indywidualne
- Największy Postęp PLK (2022)[15]
- MVP mistrzostw Polski juniorów:
  - 2014
  - starszych (2015)
- Największy postęp Energa Basket Ligi w sezonie 2021/22[16]
- Zaliczony do I składu:
  - kolejki EBL (28 – 2021/2022)[17]
  - I ligi (2020)[18]
  - mistrzostw Polski juniorów starszych (2014)
- Lider w zbiórkach mistrzostw Polski juniorów starszych (2014)

### Reprezentacja
- Wicemistrz Europy U–18 dywizji B (2013)
- Uczestnik mistrzostw Europy:
  - U–20 (2015 – 14. miejsce)
  - U–18 (2014 – 16. miejsce)
  - U–16 (2012 – 6. miejsce)
  - U–20 dywizji B (2016 – 6. miejsce)